# Kyo (gruppo musicale)
I Kyo sono un gruppo rock francese nato nel 2000.

## Storia del gruppo
Nascono al collegio di Yvelines dove i due fratelli Fabien e Florian Dubos e i due amici Nicolas Chassagne e Benoît Poher scoprono la passione comune per Nirvana, Pearl Jam, Rage Against the Machine, Soundgarden e l'universo dei manga giapponesi. Invadono i concerti scolastici e i pub parigini con la loro musica. Nel 1997, durante un'esibizione nella quale mescolano rock ed influenze acustiche, incontrano il loro futuro manager che, convintosi del loro potenziale come autori/esecutori, gli fa ottenere un contratto con la Sony. Velocemente, in un mercato discografico nazionale pervaso dall'hip-hop, sono riusciti ad imporsi a fine 2003 come uno dei gruppi rock più famosi della Francia. Le sonorità sono rock melodiche, ricordano per alcuni aspetti i REM, i Radiohead e in alcuni brani i Muse. I testi in genere variano da argomenti abbastanza tristi a storie d'amore finite male (Une dernière danse, Je saigne encore).
Nel 2004 è uscito il loro secondo album, 300 Lésions, che ripete il successo del loro lavoro Le Chemin.
Le radio francesi trasmettono spesso i loro brani e hanno ricevuto numerosi premi, tra i quali l'MTV Europe Music Award nel 2003 come miglior artista francese. In Francia hanno avuto un tour di successo con numerose tappe.

## Formazione
- Florian Dubos "Flo" - chitarra
- Benoit Poher "Ben" - voce
- Nicolas Chassagne "Niko" - chitarra
- Fabien Dubos "Fab" - batteria
- Pierre - solo in tour

## Discografia
- 2000 - Kyo
- 2003 - Le Chemin
- 2004 - 300 Lésions
- 2007 - Best of
- 2014 - L'équilibre
- 2017 - Dans la peau

## Riconoscimenti
- NRJ Music Awards
  - Miglior canzone francofona (2004)
  - Miglior album francofono (2004)
  - Miglior gruppo francofono (2004)
  - Miglior sito musicale (2004)
- Victoires de la musiques
  - Gruppo rivelazione dell'anno (2004)
  - Gruppo live rivelazione dell'anno(2004)
- MTV Europe Music Awards (2003)
  -  Gruppo francese dell'anno (2004)